# Никола Въжаров (квартал на Кюстендил)
„Никола Въжаров“ е квартал в град Кюстендил.
Квартал „Никола Въжаров“ се намира в източната част на Кюстендил. Разположен е между ул. „Овощарска“, бул. „Цар Освободител“, ул. „Христо Ботев“ и бул. „Дондуков“. Устройствения план на квартала е одобрен със Заповед № 1345/1965 г.

## Исторически, културни и природни забележителности
- Възрожденска църква „Свети Димитър“. Църквата "Св. Димитър” е построена през 1866 г. в източната част на гр. Кюстендил. Автор на по-голяма част от иконите е известният самоковски художник Иван Доспевски.
- Къща на Георги Горанов - къщата на композитора Георги Горанов, композирал песента „Дружна песен“ (Песен на труда). Намира се на ул. Георги Горанов № 2.

## Обществени институции и инфраструктура
В квартала преобладава индивидуалното жилищно строителство. В квартала се намират стадион „Странджата“, както и множество търговски обекти и промишлени и преработвателни предприятия – „Евростил“, „Стратос“, „Мони Петров“ООД, „Димекс“, Фабрика за макарони и др.